# عيشي بلادي
عيشي بلادي هو النشيد الوطني لدولة الإمارات العربية المتحدة وأيضاً «تحية العلم»، نظم ألحانه الموسيقار المصري سعد عبد الوهاب وفي عام 1986، تم تكليف الدكتور عارف الشيخ بتأليف كلمات النشيد الوطني الإماراتي، ووافق مجلس الوزراء عليه.

## كلمات النشيد
كلمات النشيد كتبها الشاعر الإماراتي «عارف الشيخ عبد الله الحسن». يتألف النشيد من أربعة مقاطع ثم يتبعها كلمة بلادي أربعة مرات ثم ثمانية مقاطع متتابعة

## انظر ايضاً
- نشيد وطني
- يوم استقلال الإمارات العربية المتحدة
- علم الإمارات العربية المتحدة
- شعار الإمارات العربية المتحدة